# 聖馬利諾廣播電視公司
聖馬利諾廣播電視公司（義大利語：Radiotelevisione della Repubblica di San Marino，又名）是圣马力诺於1991創立的公共廣播公司。1995年7月，聖馬利諾廣播電視公司成為歐洲廣播聯盟的成員。

## 外部連結
- 官方网站